# Артигас (антарктическая станция)
Ста́нция Арти́гас (исп. Base Artigas) — уругвайская антарктическая научная станция. Крупнейшая из двух уругвайских антарктических станций. Управляется Уругвайским Антарктическим Институтом. Работает круглогодично, летом число сотрудников достигает 60 человек, зимой остаются минимум 9 человек.
Расположена на острове Кинг-Джордж на свободной ото льда поверхности, в 100 метрах от берега. Ближайшая станция — Беллинсгаузен (Россия). Ближайший порт — Ушуая.
На территории станции ведутся научные исследования в области гляциологии, гидрологии, геодезии, метеорологии, медицины, зоологии, и.т.д.